# Centrodora hexatricha
Centrodora hexatricha is een vliesvleugelig insect uit de familie Aphelinidae. De wetenschappelijke naam is voor het eerst geldig gepubliceerd in 1953 door Erdös & Novicky.